# Dedë Maçaj
Dedë Maçaj (ur. 5 lutego 1920 we wsi Mal të Jushit k. Szkodry, zm. 28 marca 1947 w Përmecie) – albański ksiądz katolicki, ofiara prześladowań komunistycznych.

## Życiorys
Syn Gjeto Gjoniego i Tringe. Od 1930 uczył się w Seminarium Papieskim w Szkodrze, a następnie podjął studia teologiczne i filozoficzne w Rzymie. Wyświęcony na księdza 19 marca 1944, rozpoczął pracę duszpasterską jako wikary w Szkodrze. W 1947 został powołany do odbycia służby wojskowej w Përmecie. W marcu 1947 brał udział w wypadku samochodowym, co spowodowało, że spóźnił się z powrotem do koszar z przepustki. Aresztowany, stanął przed sądem pod zarzutem szpiegostwa na rzecz Stolicy Apostolskiej i torturowany. 15 marca 1947 Sąd Wojskowy w Gjirokastrze skazał Maçaja na karę śmierci. Stracony przez rozstrzelanie przez żołnierzy jednostki, w której służył (28 marca 1947).
Maçaj znalazł się w gronie 38 Albańczyków, którzy 5 listopada 2016 w Szkodrze zostali ogłoszeni błogosławionymi. Beatyfikacja duchownych, którzy zginęli „in odium fidei” została zaaprobowana przez papieża Franciszka 26 kwietnia 2016.